# 2728 Яцків
2728 Яцків (2728 Yatskiv) — астероїд головного поясу, відкритий 22 вересня 1979 року. Астероїд названо на честь українського астронома, академіка Національної академії наук України Яцківа Ярослава Степановича.
Тіссеранів параметр щодо Юпітера — 3,472.